# 나우루 여권
나우루 여권은 나우루가 국적인 사람이 해외를 여행할 경우 필요한 여권이다.대한민국과 같이 나우루 현지인이 사용할 수 있다.